# Batalha de Creta
A Batalha de Creta (em alemão:  Luftlandeschlacht um Kreta, também chamada de Unternehmen Merkur, "Operação Mercúrio," em grego:  Μάχη της Κρήτης) foi um grande combate travado durante a Segunda Guerra Mundial na ilha grega de Creta. A luta começou na manhã de 20 de maio de 1941, quando as forças armadas da Alemanha Nazista lançaram a invasão aerotransportada de Creta. O exército grego e as outras forças Aliadas, junto com civis locais, defenderam a ilha com ferocidade. Após um dia de combates, os alemães haviam sofrido pesadas baixas e os Aliados estavam confiantes de que derrotariam a invasão. No dia seguinte, através de falhas de comunicação, hesitação por parte dos Aliados e novas operações ofensivas alemãs, o importante aeroporto Maleme, no oeste de Creta, foi tomado pelos nazistas, o que permitiu a eles trazer reforços e superar os defensores Aliados no norte da ilha, com muitos sendo obrigados a recuar para o sul. A Marinha Real Britânica começou então o processo de retirada das forças Aliadas de Creta, conseguindo evacuar metade do seu pessoal da ilha. O resto ou foi capturado ou se juntaram a movimentos de resistência locais. As perdas Aliadas foram altas tanto na terra quanto no mar, com vários navios sendo afundados ou danificados; no final, a marinha britânica no Mediterrâneo havia perdido muito de sua força, possuindo apenas dois encouraçados e três cruzadores operacionais.
A Batalha por Creta foi a primeira ocasião em que os alemães utilizaram os Fallschirmjäger (tropas paraquedistas) em massa, sendo considerada também a primeira grande operação aerotransportada da história, a primeira que os Aliados utilizaram coordenação de inteligência para decifrar as mensagens alemãs e suas máquinas Enigma, e a primeira vez que o exército alemão encontrou forte resistência armada de uma população civil. Devido ao elevado número de baixas sofridas e a crença de que ações aerotransportadas já haviam perdido o elemento surpresa, Adolf Hitler ficou relutante em autorizar grandes operações paraquedistas pelo restante do conflito, preferindo utilizar os Fallschirmjäger como infantaria de elite comum. Em contraste, os Aliados ficaram impressionados com o potencial de tropas paraquedistas e começaram a criar, em larga escala, seus próprios regimentos de soldados aerotransportados.

## Contexto
O Reino Unido e seus aliados mantinham uma presença militar na Grécia desde outubro de 1940, durante a fracassada invasão italiana. Os britânicos passaram a usar a ilha de Creta como base para sua marinha, garantindo assim superioridade naval sobre o Mediterrâneo. Além disso, Creta também podia ser utilizada como ponto de partida para as missões de bombardeio contra os poços de petróleo romenos em Ploiești, na Romênia.
Os alemães estavam cientes da ameaça que a presença Aliada na Grécia significava, além da necessidade de ajudar Mussolini que teve sua posição enfraquecida após a mal concebida invasão italiana. O exército alemão lançou então a Operação Marita, sua própria invasão da Grécia. Em apenas um mês, praticamente todo o território grego no continente havia sido tomado, forçando a retirada de quase 60 mil soldados Aliados da Grécia. Winston Churchill, o primeiro-ministro britânico, ordenou que Creta, o último bastião dos Aliados em solo grego, fosse defendida a todo o custo.
O Alto-Comando do Exército Alemão (o Oberkommando des Heeres) estava preocupado com a invasão da Grécia, acreditando ser uma distração no planejamento do ataque contra a União Soviética (Operação Barbarossa) e recomendaram que a operação contra Creta fosse cancelada. Adolf Hitler, por outro lado, também estava preocupado, porém mais a respeito da presença Aliada tão perto do seu flanco sul e a ameaça constante sobre os vitais campos de petróleo romenos. Ao contrário do exército, a força aérea alemã (a Luftwaffe) estava animada com a ideia de tomar o protagonismo de uma ousada operação, buscando recuperar seu prestígio após a derrota na Batalha da Grã-Bretanha. Hitler foi persuadido e assinou, em 25 de abril de 1941, a Diretriz 28, autorizando a invasão de Creta e ordenando a mobilização de suas tropas. Os alemães já haviam utilizado forças aerotransportadas durante as batalhas na Dinamarca, Noruega, Bélgica, Holanda e França, mas seria em Creta que eles seriam utilizados em larga escala pela primeira vez e teriam também um protagonismo maior do que jamais tiveram.

## Campanha

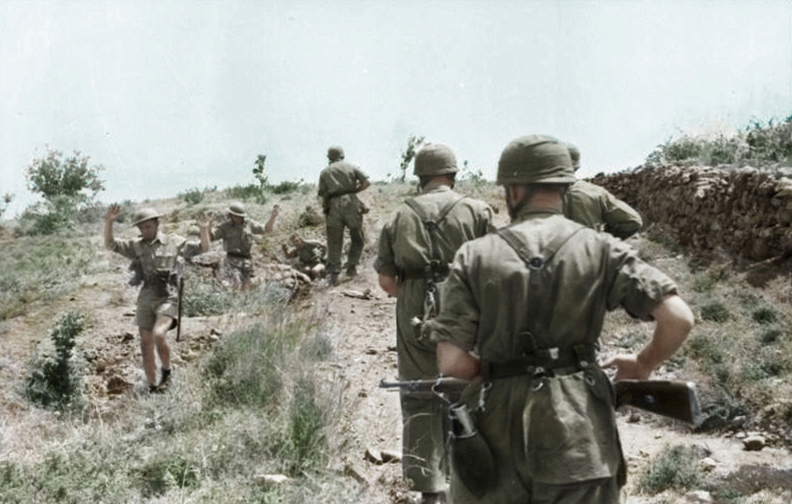
Britânicos se rendendo aos Fallschirmjäger, maio de 1941.

Em 28 de abril de 1941, o General Kurt Student, Chefe da XII Fliegerkorps (Corpo Aéreo), unidade da Luftwaffe na qual estavam agrupadas todas as forças de pára-quedistas, participou de uma reunião com Hitler e propôs completar as campanhas nos Balcãs, através de uma operação que tomaria a Ilha de Creta com a utilização de forças aerotransportadas. Inicialmente Hitler considerou o projeto muito arriscado, pois até então era algo novo e não testado efetivamente em campo de batalha. Convencido por uma série de argumentos apresentados por Student, acabou autorizando a operação.
A justificativa principal para a operação seria a de transformar a ilha de Creta numa magnífica base aérea, desde a qual se poderia atacar o exército inglês na África do Norte. Para tanto era necessário, ocupar a Ilha. Naquele momento nada parecia impossível para as forças alemãs, vitoriosas em todas as frentes. Contudo, era impossível conquistar a Ilha por mar, uma vez que o Mar Egeu era dominado pela poderosa frota Inglesa. Desta forma a única maneira era fazê-lo pelo ar.
Imediatamente, foram transportados dentro do maior sigilo, da Alemanha para a Grécia, os soldados da 7ª Divisão de Pára-Quedistas e realizou-se a concentração no setor de Atenas de uma força de 700 aviões de transportes Junkers. A 22ª Divisão Aerotransportada, que devia intervir na invasão, foi retida na Romênia devido a dificuldades de seu deslocamento em território grego. Para substituí-la, foi cedido a Student a 5ª Divisão de Caçadores de Montanha, sob o comando do General Ringel, que havia tido destacada atuação na Campanha dos Balcãs.
O plano alemão, batizado com o nome Mercúrio, consistia em ocupar os aeroportos da costa setentrional, usando três grupos de assalto:
- Grupo Oeste, comandado pelo General Meindl, se encarregaria de conquistar o aeroporto de Maleme;
- Grupo Central, sob a chefia do General Sussmann, seria lançado em duas investidas; a primeira se apoderaria do porto de Canéia e a segunda do aeroporto de Retimno; sendo este último grupo comandado pelo General Ringel, e teria a seu cargo a captura de Heraclião. A esta força de assalto se seguiriam as tropas de montanha da 5ª Divisão, que seriam desembarcadas pelos Junkers, uma vez que os pára-quedistas houvessem capturado os aeroportos.

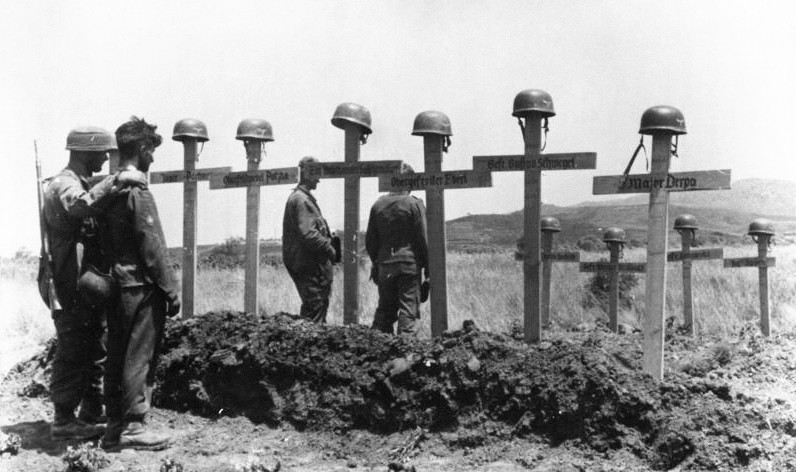
Os Fallschirmjäger contemplam seus camaradas mortos

Embora o planejamento do ataque tenha sido cuidadoso, a realidade se mostrou bastante diferente. Nas primeiras horas do dia 20 de maio, a Luftwaffe lançou um forte ataque contra as posições inimigas em Creta, preparando o terreno para o salto. Pouco depois os primeiros paraquedistas começaram a saltar de aviões e pousar em planadores perto do aeroporto de Maleme e nas proximidades de La Canea, capital da ilha.
Mas o inimigo já os esperava, graças a decodificação dos códigos alemães através da captura da máquina Enigma, causando-lhes pesadas baixas.
O aeroporto não pôde ser tomado, e La Canea e a baía de Suda continuaram sob domínio britânico. Ignorando o que havia dado errado no primeiro assalto, os alemães fizeram mais dois lançamentos de paraquedistas, agora na região do aeroporto de Retimno e Heraclião (também conhecida como Heraklion). Porém ao final do dia nenhum dos pontos previstos havia sido conquistado, o que impossibilitava a chegada de reforços por ponte aérea.
Os paraquedistas pagariam caro por um grave defeito em seu equipamento de salto. As características da época não permitiam saltar com nada mais que pistolas e granadas de mão. O restante do armamento( fuzis, morteiros, metralhadoras, munição) vinha logo a seguir em contêineres sustentados também por paraquedas adicionais. Desta forma, os paraquedistas chegavam praticamente desarmados ao solo, tendo que se virar com os poucos recursos à mão, até a localização dos contêineres com os equipamentos necessários.

## A Batalha

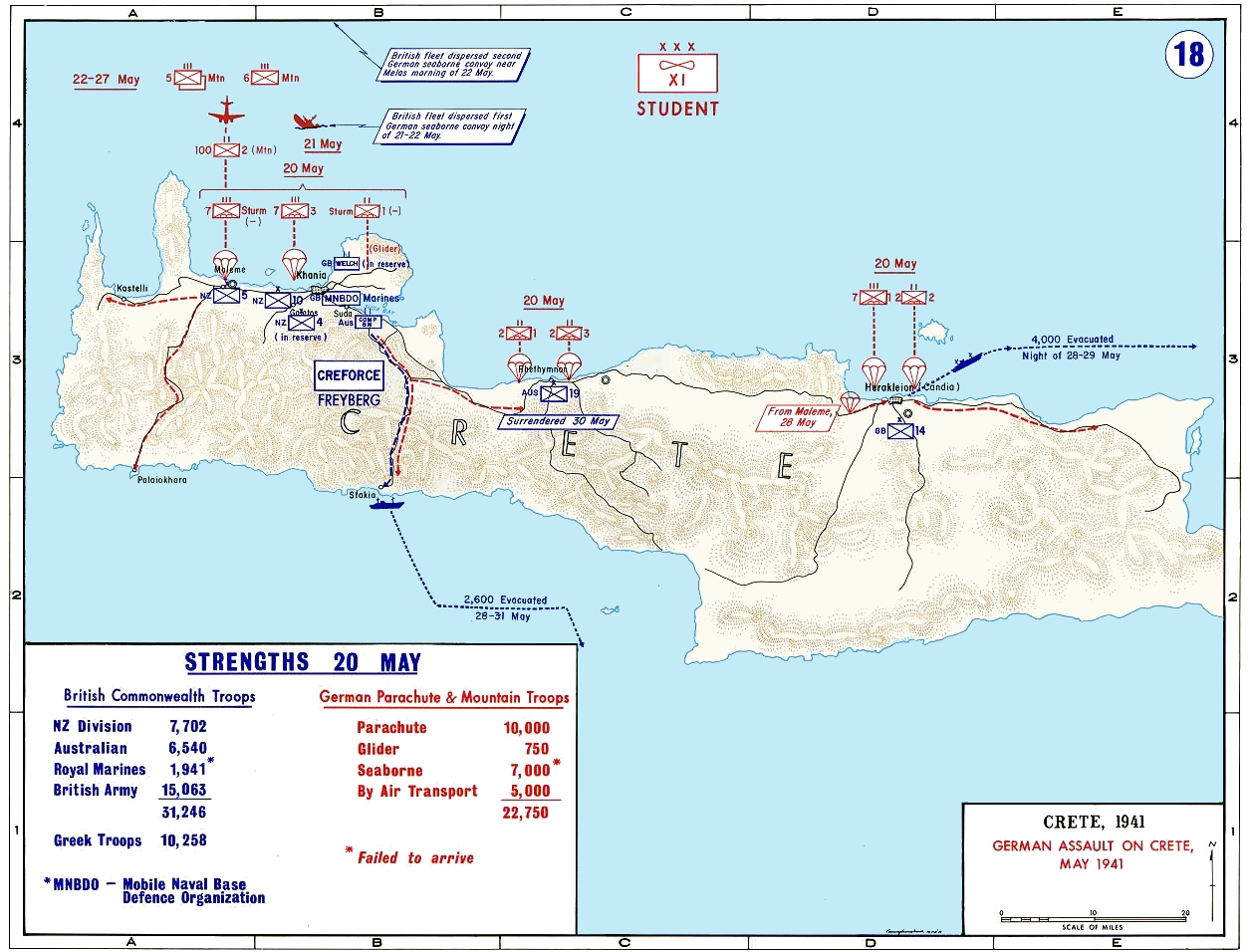
Mapa do assalto a Creta.

Surpreendentemente algumas equipes conseguiram se reagrupar, apesar das pesadas baixas, e dominar alguns pontos estratégicos, porém ainda longe dos objetivos principais.
Por toda parte na ilha de Creta civis, armados ou não, se juntaram à batalha com as armas que estavam à mão. Em alguns casos, utilizando espingardas antigas que haviam sido usadas contra os turcos, foram tiradas de seu descanso e entraram em ação. Em outros casos, cretenses civis entraram em ação armado apenas com o que poderia reunir em suas cozinhas ou celeiros , e muitos pára-quedistas alemães foram esfaqueados ou espancados até a morte nos olivais que pontilhavam a ilha.
Por toda ilha, batalhas ferozes foram travadas entre os defensores e seus atacantes, apesar dos duros combates, ataques e contra-ataques os alemães foram sistematicamente conquistando as posições planejadas.

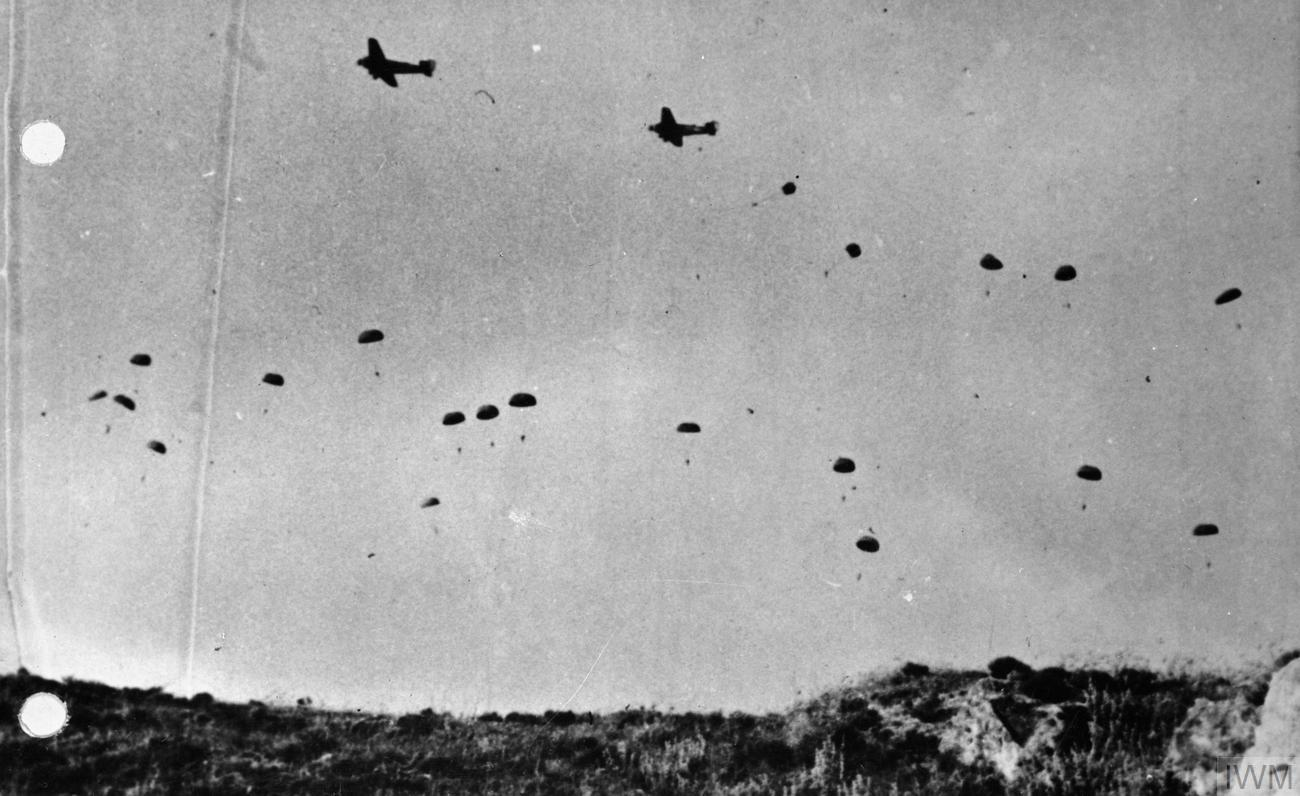
Paraquedistas alemães sendo lançados em Creta.

Na tarde do primeiro dia, a situação era bastante comprometida para os sobreviventes dos sete mil alemães. Não haviam conseguido conquistar os objetivos, porém uma indecisão do  General Freyberg, comandante do ANZAC (Australian New Zealand African Corp) que não contra-atacou como devia ter feito, permitindo a reorganização dos alemães. Durante a noite, tentaram desembarcar, pelo mar, uma pequena frota de barcos de pesca cheia de tropas alpinas, mas fracassaram devido á intervenção de uma frota inglesa. Que acabou afundando a maioria dos barcos, porém a maioria utilizava coletes salva-vidas, perdendo-se 300 de um total de 2 300, na verdade por causa deste ataque nenhum deles conseguiu desembarcar na ilha.
Pela manhã finalmente a aviação alemã que dominava o cenário, conseguiu uma série de ataques contra a frota britânica, permitindo que novas ondas de paraquedistas pudessem saltar, juntamente com o apoio necessário de suprimentos. Assim, paulatinamente as posições foram sendo confirmadas e dominadas pelo paraquedistas alemães.
No principio de Junho, toda a ilha estava nas mãos dos alemães. Uma Vitória verdadeiramente excepcional que, no entanto, examinada posteriormente, resultou terrivelmente cara. Foram utilizadas duas divisões, uma de pára-quedistas e outra alpina, num total de quase 23 000 homens. Morreram mais de 4 000 homens e muitos foram também feridos, quase todos pára-quedistas. Hitler acabou ficando estarrecido com as enormes perdas sofridas entre suas unidades paraquedistas, que ele considerava suas forças de elite. Ele passou então a ficar relutante em autorizar novas operações aerotransportadas e passou a usar seus paraquedistas como infantaria pesada comum.
Por outro lado, os Aliados ficaram impressionados com a capacidade e força que os paraquedistas alemães mostraram em Creta e reconheceram o potencial deste tipo de operação no futuro. Os britânicos (e posteriormente os americanos) começaram a mobilizar unidades paraquedistas em grandes números e, a partir de 1944, começara a utilizar, com mais sucesso que os alemães, suas próprias grandes ações aerotransportadas de forma decisiva.